# Nguyễn Đức Kiên (doanh nhân)
Nguyễn Đức Kiên (sinh ngày 13 tháng 4 năm 1964), còn được biết với biệt danh "bầu Kiên" hay "Kiên bạc", là thành viên Hội đồng sáng lập Ngân hàng Thương mại Cổ phần Á Châu (Ngân hàng TMCP Á Châu) (hội này không được pháp luật Việt Nam công nhận trong cơ cấu tổ chức của Ngân hàng Thương mại cổ phần). Ngoài ra, ông Kiên hiện còn làm Chủ tịch HĐQT Công ty Thể thao ACB, Chủ tịch HĐQT công ty Thiên Nam, Phó Chủ tịch HĐQT Công ty Cổ phần du lịch Chợ Lớn, Chủ tịch Hội đồng quản trị kiêm Tổng giám đốc CTCP Tập đoàn tài chính Á Châu, đã từng làm phó chủ tịch Công ty Cổ phần Bóng đá chuyên nghiệp Việt Nam và chủ tịch Câu lạc bộ bóng đá Hà Nội ACB.
Ông đã bị tuyên án 30 năm tù giam với 4 tội danh: Kinh doanh trái phép, trốn thuế, lừa đảo và cố ý làm trái trong phiên sơ thẩm 2014 và bị tuyên án giữ nguyên án sơ thẩm trong phiên phúc thẩm 2014.

## Tiểu sử
Nguyễn Đức Kiên sinh ngày 13 tháng 4 năm 1964  trong một gia đình nhà giáo và lớn lên tại Gia Lâm, Hà Nội. Cha ông là Nguyễn Đức Lung, nguyên hiệu trưởng trường THPT Cao Bá Quát, Gia Lâm, nơi ông theo học cấp III. Năm 1980, ông thi đậu vào Đại học Kỹ thuật Quân sự (nay là Học viện Kỹ thuật Quân sự), khóa 15 (B5-C156). Sau một năm học tại Học viện, đạt kết quả xuất sắc, ông được chọn đi du học tại trường Đại học Kỹ thuật quân sự Zalka Maté Hungary.

## Tài chính
Ông Kiên có vị trí trong Hội đồng quản trị của ACB từ 1994 và đến ngày 17/10/2006 đã nắm giữ hơn 4,1 triệu cổ phiếu ACB, vợ ông nắm 4,5 triệu cổ phiếu ACB, 3 người em của ông Kiên nắm 10,7 triệu cổ phiếu ACB (Tổng khối lượng lưu hành của ACB lúc này là hơn 110 triệu đơn vị, tương đương hơn 1.100 tỷ đồng vốn điều lệ).
Đến trước khi thôi làm thành viên HĐQT của ACB, vợ chồng Nguyễn Đức Kiên và ba em của ông nắm giữ 9,71% cổ phần của ACB.
Trong đó, ông Kiên nắm giữ 3,75% và bà Đặng Ngọc Lan – vợ ông Kiên – nắm giữ 4,11%.
Ngoài ra, ông Kiên còn có cổ phần trong các ngân hàng lớn khác như Eximbank, Kiên Long bank, Đại Á, Techcombank
Bên cạnh lĩnh vực ngân hàng và bóng đá, bầu Kiên còn đầu tư vào rất nhiều lĩnh vực khác như du lịch, may mặc…
Ông đã từng là Chủ tịch của Liên doanh dầu nhờn Caltex và Phó Chủ tịch của Liên doanh KFC Việt Nam.
Trong lĩnh vực du lịch, Nguyễn Đức Kiên có "ghế" trong hội đồng quản trị của CTCP Dịch vụ Du lịch Chợ Lớn (cùng với ông Phạm Trung Cang) và CTCP Du lịch Thiên Minh. Công ty Thiên Minh đầu năm nay được biết đến nhiều với thương vụ chi 45 triệu USD mua lại chuỗi khách sạn Victoria.
Theo báo cáo thường niên năm 2010 của Ngân hàng ACB thì hiện nay ông Kiên là Chủ tịch Hội đồng quản trị kiêm Tổng giám đốc CTCP Tập đoàn tài chính Á Châu. Công ty này thành lập năm 2009, có trụ sở chính tại số 57B Phan Chu Trinh, phường Phan Chu Trinh - Hoàn Kiếm – Hà Nội.
Chiều tối 20/8/2012, ông Kiên đã bị Cơ quan cảnh sát điều tra Bộ Công an bắt giữ để làm rõ hành vi "cố ý làm trái" liên quan đến các hoạt động kinh tế .

### Tài sản 2018
Mặc dù đang thụ án nhưng trong danh sách những người giàu trên sàn chứng khoán Việt, tính đến ngày 28/9/2018, "bầu" Kiên đứng ở vị trí thứ 50, cùng khối tài sản 1.489 tỷ đồng, do ông vẫn sở hữu 43.935.475 cổ phiếu tại Ngân hàng Thương mại cổ phần Á Châu. Vợ ông, bà Đặng Ngọc Lan cũng đang sở hữu 53.590.803 cổ phiếu ACB, khối tài sản của bà hiện ở mức 1.817 tỷ đồng, đứng thứ 37 trong danh sách những người giàu nhất sàn chứng khoán Việt .

## Bóng đá
Giai đoạn cuối năm 2011, ông Nguyễn Đức Kiên có hàng loạt những phát biểu, hành động gây cách mạng cho bóng đá Việt Nam.
Ông Kiên là người khởi xướng sự thành lập của Công ty Cổ phần Bóng đá chuyên nghiệp Việt Nam (VPF)
Ông Kiên cũng được biết đến trong cuộc tranh chấp bản quyền truyền hình với Liên đoàn Bóng đá Việt Nam (VFF) và Công ty Cổ phần viễn thông và truyền thông An Viên (AVG). Ông Kiên đã tự ý cho các đài truyền hình vào sân tác nghiệp tự do. Thủ tướng Chính phủ Nguyễn Tấn Dũng đã yêu cầu Bộ Văn hóa - Thể thao và Du lịch thanh tra bản hợp đồng giữa VFF và AVG. Ngày 16/2, thanh tra Bộ Văn hóa - Thể thao và Du lịch công bố kết luận bản hợp đồng này hợp pháp, dẫn tới thất bại của VPF và ông Kiên.
Việc các nhà thi đấu tự ý thành lập một đơn vị Tổ chức bóng đá là Công ty Cổ phần Bóng đá chuyên nghiệp VPF thay thế chức năng của Liên đoàn bóng đá Việt Nam VFF tương tự như việc mà trước đây Vô địch Cờ Vua thế giới Garry Kasparov và Nigel Short  đã thành lập Hiệp hội Cờ Vua chuyên nghiệp - Professional Chess Association (PCA) đứng bên cạnh Hiệp hội cờ vua thế giới FIDE vào năm 1993.
Sáng 13/1/2012, báo Thểthao24h đưa tin ông Kiên và ba lãnh đạo khác của VPF đã có 3 tiếng ăn tối với Thủ tướng Nguyễn Tấn Dũng và trao đổi vấn đề bản quyền bóng đá với ông Dũng hôm 11/1/2012 tại Hà Nội. Nhưng sau đó báo này lại đưa tin cải chính và xin nhận kỷ luật Đảng vì đưa thông tin sai.
Tuy vậy, ngày 20 tháng 4 năm 2012, ông tuyên bố VPF đã có được bản quyền truyền hình từ tay AVG .

## Vụ bắt giữ 2012
Chiều tối ngày 20/08/2012, ông Kiên bị bắt giữ để làm rõ hành vi "cố ý làm trái" liên quan đến các hoạt động kinh tế, cụ thể là ông Kiên có liên quan tới sai phạm của 3 công ty con do ông làm Chủ tịch Hội đồng quản trị (3 công ty gồm công ty đầu tư thương mại B&B, công ty cổ phần đầu tư ACB Hà Nội và công TNHH đầu tư tài chính Á Châu Hà Nội). Điều này dẫn đến cổ phiếu nhiều ngân hàng lao dốc, trong đó có ACB, Eximbank, Sacombank...

### 4 tội danh chính
Nguyễn Đức Kiên bị Viện KSND tối cao truy tố 4 tội danh: Kinh doanh trái phép; cố ý làm trái quy định của Nhà nước về quản lý kinh tế gây hậu quả nghiêm trọng; lừa đảo chiếm đoạt tài sản và trốn thuế.
- Kinh doanh trái phép

Kiên đã vay số tiền hơn 2.400 tỷ đồng của Ngân hàng ACB; sau đó sử dụng tiền vay mua cổ phần, cổ phiếu của một số ngân hàng, rồi dùng số cổ phần, cổ phiếu đó để thế chấp lại các khoản vay ban đầu tại Ngân hàng ACB, tạo ra vốn ảo, gây ảnh hưởng xấu đến chính sách tài chính, tiền tệ của Nhà nước.
- Cho mượn tiền trái luật

Cơ quan cảnh sát điều tra Bộ Công an xác định từ tháng 5.2010 đến tháng 11.2011, Nguyễn Đức Kiên (bầu Kiên, nguyên phó chủ tịch hội đồng sáng lập ACB) đã chỉ đạo thường trực HĐQT của ACB ra chủ trương để ACB ủy thác cho nhân viên gửi tiền vào các tổ chức tín dụng sai quy định.
Cụ thể, từ cuối tháng 6 đến cuối tháng 9.2011, ACB đã ủy thác cho 19 nhân viên gửi tổng cộng gần 719 tỷ đồng vào Vietinbank chi nhánh Nhà Bè và Vietinbank chi nhánh Thành phố Hồ Chí Minh lãi suất trong hợp đồng 14%/năm, lãi suất chênh lệch ngoài hợp đồng từ 3,7-13%/năm. Cơ quan điều tra xác định hành vi này đã vi phạm điều 106 Luật các tổ chức tín dụng và thông tư 02 của Ngân hàng Nhà nước quy định về trần lãi suất. Toàn bộ số tiền gửi này đã bị Huỳnh Thị Huyền Như chiếm đoạt.
- Lừa đảo chiếm đoạt tài sản

Kiên đã sử dụng pháp nhân Công ty cổ phần Đầu tư ACB Hà Nội vay của Ngân hàng ACB 307 tỷ đồng thông qua phát hành trái phiếu để mua gần 30 triệu cổ phiếu của Công ty cổ phần Thép Hòa Phát, sau đó lại dùng hơn 22 triệu cổ phiếu của Công ty này thế chấp cho Ngân hàng ACB để đảm bảo cho việc phát hành trái phiếu.

Ngày 15/5/2012, Kiên lại chỉ đạo nhân viên dưới quyền lập biên bản họp Hội đồng quản trị để quyết định chuyển nhượng 20 triệu cổ phần của Công ty cổ phần Thép Hòa Phát, trị giá 264 tỷ đồng để bán cho Công ty TNHH một thành viên thép Hòa Phát. Điều đáng lưu ý là 20 triệu cổ phần này nằm trong số hơn 22 triệu cổ phần đã được thế chấp cho Ngân hàng ACB để đảm bảo việc phát hành trái phiếu. Như vậy, Nguyễn Đức Kiên cùng 2 đồng phạm là Trần Ngọc Thanh và Nguyễn Thị Hải Yến có hành vi "Lừa đảo chiếm đoạt tài sản", mang tài sản đã thế chấp đem bán nhằm chiếm đoạt 264 tỷ đồng.
- Trốn thuế

Tuy Công ty CP đầu tư thương mại B&B không được phép kinh doanh vàng tại nước ngoài, Kiên đã chỉ đạo ký các hợp đồng ủy thác, đầu tư tài chính có nội dung kinh doanh vàng ngoài lãnh thổ với ngân hàng ACB và bà Nguyễn Thúy Hương (em ruột Nguyễn Đức Kiên). Tiền lợi nhuận trong thời gian từ (12/2008 - 6/2009) là 68,8 tỷ đồng. Khi quyết toán thuế năm 2009, B&B chỉ kê khai khoản thu nhập 1% (hơn 688 triệu đồng) được chia chứ không có khoản hơn 68 tỷ đồng đã chi trả cho bà Hương. Hợp đồng ủy thác của bà Nguyễn Thúy Hương và B&B là không hợp pháp vì công ty này không được Ngân hàng Nhà nước cấp phép kinh doanh vàng trên tài khoản ở nước ngoài. Bằng cách chuyển lợi nhuận từ doanh nghiệp sang cho cá nhân, Nguyễn Đức Kiên đã không phải trả số tiền 25 tỷ thuế.

## Các phiên xử Nguyễn Đức Kiên

### Phiên sơ thẩm
Phiên xử sơ thẩm ông Nguyễn Đức Kiên, cùng tám bị cáo khác, tại Tòa án TP Hà Nội bắt đầu sáng thứ Tư 16/4 tại Hà Nội bị hoãn chỉ sau hơn nửa ngày. Lý do là vì tình trạng bệnh tật của một trong các bị cáo, cựu Bộ trưởng Bộ Kế hoạch-Đầu tư Trần Xuân Giá.

Luật sư Lê Thị Công Nhân cho rằng ông Nguyễn Đức Kiên đã bị 'xúc phạm nhân phẩm' và 'bị khủng bố tình thần' khi bị áp dụng biện pháp ngăn chặn vừa còng tay, vừa xích chân khi áp giải ở phiên tòa sơ thẩm xét xử ông và một số bị cáo khác ở Ngân hàng ACB hôm 16/4/2014.

Trong phiên xử ngày 21.05, Luật sư của Nguyễn Đức Kiên yêu cầu theo quy định, luật sư được tiếp cận với bị cáo, nhưng hiện các cán bộ dẫn giải không cho luật sư được tiếp xúc với bị cáo. Bầu Kiên cũng đề nghị, "cho được nhận các văn bản của luật sư, hai năm nay tôi không được nhận bất cứ văn bản nào." cũng như không bị cùm trong quá trình dẫn giải. Ông cũng than phiền mặc dù "bị bắt 21 tháng nay, chưa được gặp gia đình, dù lãnh đạo VKSNDTC đã cho phép tôi được gặp gia đình."
Sau nửa tháng xét xử, ngày 09.06.2014, Tòa án nhân dân TP Hà Nội đã tuyên án bị cáo Nguyễn Đức Kiên 20 tháng tù về tội Kinh doanh trái phép, 6 năm 6 tháng về tội Trốn thuế, 20 năm về tội Lừa đảo, 18 năm do Cố ý làm trái. Tổng hợp hình phạt bị cáo phải chấp hành là 30 năm (mức tối đa theo luật định); nộp phạt bổ sung 75 tỷ do trốn thuế và 100 triệu đồng về hành vi lừa đảo.
- Kinh doanh trái phép: Công ty B&B không được phép kinh doanh tài chính nhưng từ ngày 4/9/2009 đến 31/3/2010 đã dùng hơn 2.300 tỷ đồng để mua cổ phần, góp vốn vào các công ty khác... Tổng cộng, từ ngày 15/5/2007 đến 3/8/2012, bị cáo Kiên đã thông qua 6 công ty để kinh doanh tài chính và vàng trạng thái trái phép với tổng số tiền gần 21.500 tỷ đồng.
- Trốn thuế: Đại diện B&B đã ký hợp đồng đầu tư uỷ thác với ngân hàng ACB thực hiện các hoạt động tài chính thông qua việc kinh doanh giá vàng ngoài lãnh thổ Việt Nam. Từ ngày 25/12/2008 đến 31/12/2009, Công ty B&B đã có văn bản uỷ thác cho ACB bằng 117 lệnh và đã tất toán trạng thái mở bằng 142 lệnh đóng. Qua các thương vụ này, Công ty B&B được cho là thu lợi nhuận hơn 100 tỷ đồng. Do biết Quốc hội có nghị quyết về miễn thuế thu nhập cá nhân trong 6 tháng 2009, để trốn nộp thuế thu nhập doanh nghiệp, bị cáo Kiên đã ký hợp đồng uỷ thác đầu tư tài chính giữa B&B với em gái mình nhằm chuyển toàn bộ lợi nhuận thu được từ kinh doanh vàng trạng thái sang cho cá nhân bà này.
- Lừa đảo chiếm đoạt tài sản: Công ty CP Đầu tư ACB Hà Nội (ACBI) sở hữu gần 30 triệu cổ phần của Công ty CP Thép Hoà Phát. Đại diện ACBI là giám đốc Trần Ngọc Thanh đã thế chấp gần 25 triệu cổ phần này cho ACB để đảm bảo việc phát hành trái phiếu 800 tỷ đồng. Mặc dù chưa được ACB đồng ý giải chấp nhưng bầu Kiên vẫn chỉ đạo Thanh và kế toán trưởng Yến lập khống biên bản họp Hội đồng quản trị và Quyết định của HĐQT thể hiện chủ trương ACBI bán 20 triệu cổ phần Công ty CP Thép Hoà Phát cho Công ty TNHH, một thành viên Thép Hoà Phát. Số tiền 264 tỷ, Nguyễn Đức Kiên đã chiếm đoạt.
- Cố ý làm trái: Thường trực HĐQT ACB thống nhất, ban hành chủ trương cấp hạn mức 700 tỷ đồng để đầu tư cổ phiếu trên thị trường chứng khoán và uỷ quyền cho bị cáo Kiên trực tiếp làm. Chủ trương này được cho là trái quy định của nhà nước, khiến ACB bị thua lỗ gần 688 tỷ đồng.[16]

### Phiên phúc thẩm
Ngày 28 tháng 11 năm 2014, Tòa án nhân dân Tối cao tại Hà Nội mở phiên xét xử phúc thẩm vụ án Nguyễn Đức Kiên. Bào chữa cho ông Kiên là luật sư Vũ Xuân Nam và luật sư Nguyễn Huy Thiệp.
Ông Kiên kháng cáo toàn bộ nội dung bản án sơ thẩm, đề nghị cấp phúc thẩm xem xét, đánh giá các chứng cứ buộc và gỡ tội. Ông Kiên cũng yêu cầu Bộ Tư pháp và đại diện Sở Tư pháp có mặt để chứng thực trước tòa về tính hợp pháp của giấy đăng ký kinh doanh của các công ty bị buộc tội trốn thuế và kinh doanh trái phép.. Các yêu cầu này không được tòa án chấp nhận.
Ông Kiên bác bỏ cả bốn tội danh bị cáo buộc với các lý lẽ: 
- không phạm tội Lừa đảo chiếm đoạt tài sản do không có ý thức chiếm đoạt tài sản của Thép Hòa Phát. Ông cho rằng ACBI mới là bên thiệt hại vì cổ phiếu đã giao, còn tiền lại bị thu.[16][24][25][26] Tổng giám đốc Tập đoàn Hoà Phát Trần Tuấn Dương cho hay, khi cơ quan Cảnh sát điều tra Bộ Công an thông báo là cổ phần bị thế chấp, công ty con của Hoà Phát có làm đơn đề nghị điều tra làm rõ, chứ không phải đơn tố cáo ông Nguyễn Đức Kiên. Hiện tại, công ty con của Hoà Phát đã nhận lại số tiền mua cổ phần và đã mua lại toàn bộ cổ phiếu đó, cho đến nay không có thiệt hại nào.[27][28]
- không cố ý làm trái vì không phải là thành viên của Thường trực HĐQT ACB.[16][29]
- chỉ kinh doanh trạng thái giá vàng chứ không kinh doanh vàng, và do vậy không phạm tội kinh doanh trái phép.[30][31][32][33][34] Hoạt động mua cổ phiếu, cổ phần góp vốn vào các công ty khác là hoạt động đầu tư không phải kinh doanh dịch vụ tài chính nên không phải là hoạt động kinh doanh trái phép.[35] Ông Kiên cũng cho rằng nhiều công ty cũng đầu tư cổ phần, cổ phiếu như 5 công ty của ông nhưng không bị xử lý.[36]
- không trốn thuế 25 tỷ đồng vì ông cho rằng đến cơ quan chức năng còn chưa xác định được số thuế mà công ty B&B phải nộp[37] và việc công ty B&B ký hợp đồng nhận ủy thác kinh doanh với bà Hương (em ông Kiên) là không trái với các quy định của pháp luật.[38]

Sáng ngày 8 tháng 12, Đại diện Viện kiểm sát nhân dân tối cao tại toà đề nghị y án 30 năm tù với Nguyễn Đức Kiên như trong phiên sơ thẩm.
Chiều ngày 15 tháng 12 năm 2014, Tòa tuyên y án sơ thẩm với ông Nguyễn Đức Kiên, tổng cộng là 30 năm tù giam, nộp phạt 75 tỷ đồng trốn thuế, 100 triệu đồng tội lừa đảo; cấm giữ mọi chức vụ về ngân hàng, tài chính trong vòng 5 năm sau khi ra tù.

## Phát ngôn
- Trong phiên tòa xử vào ngày 21.05.2014:

| “ | tôi không trốn tránh trách nhiệm trong bất kỳ trường hợp nào. | ” |